# Josef Thomayer

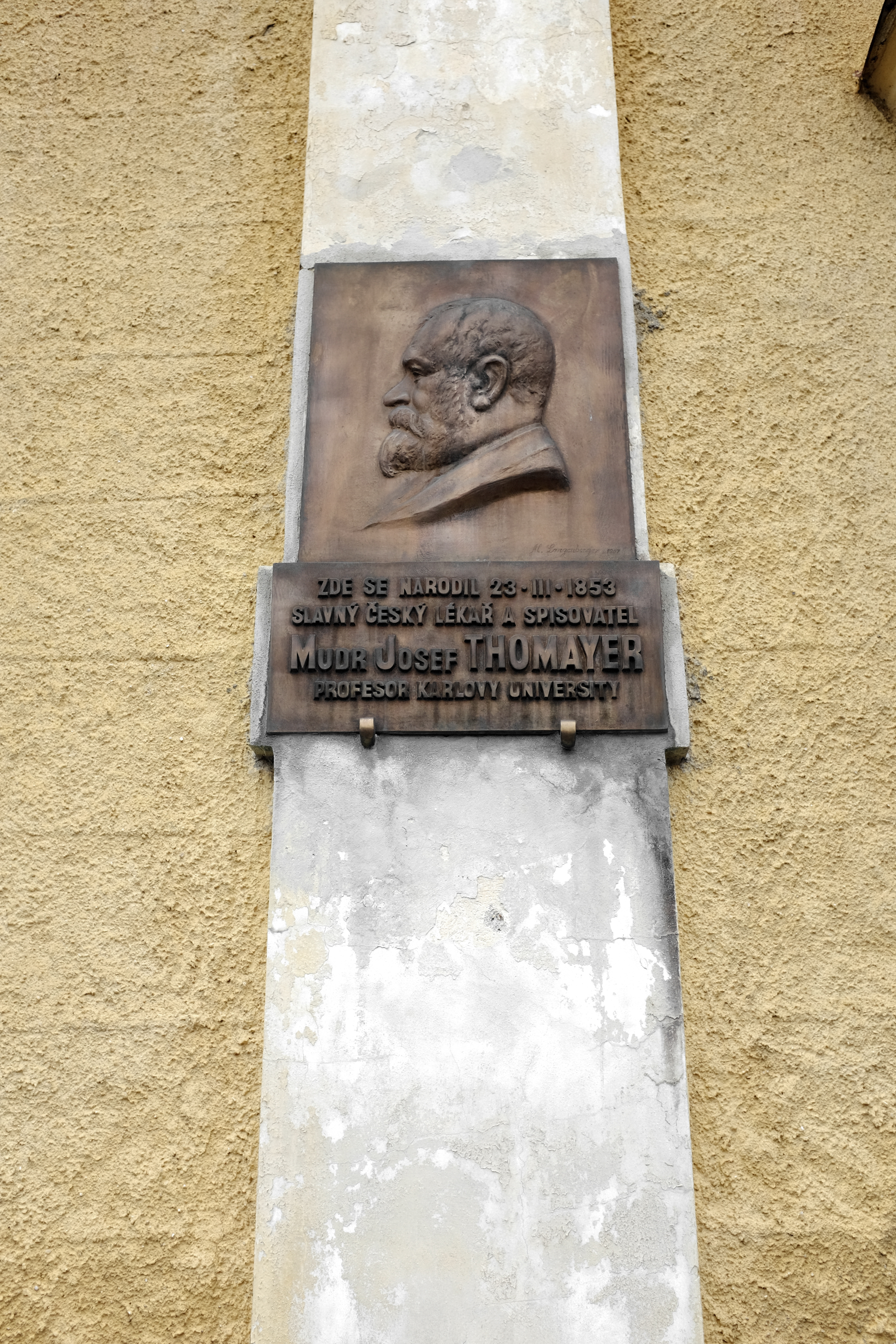
Pamětní deska Josefa Thomayera v Trhanově

Josef Thomayer (23. března 1853 Trhanov – 18. října 1927 Praha) byl český lékař – profesor vnitřního lékařství, jeden ze zakladatelů české lékařské vědy. Velkou měrou se zasloužil o zlepšení podmínek na českých klinikách. Jde o tvůrce českého lékařského názvosloví a autora populárně-vědeckých knih z oblasti lékařství, podílel se na založení odborných lékařských časopisů. Vedle svého povolání se zabýval literární tvorbou, psal beletrii, cestopisné fejetony a črty do časopisů. Své beletristické práce publikoval pod pseudonymem R. E. Jamot (fonetický anagram slova Thomayer).
Jeho bratr František Josef Thomayer byl český zahradní architekt.

## Život a kariéra
Narodil se v Trhanově na Chodsku. Studoval na gymnáziu v Klatovech, kde byl jeho spolužákem a přítelem Emil Frida, pozdější známý spisovatel Jaroslav Vrchlický. Sblížila je láska k literatuře a společně se pokoušeli uplatnit své literární pokusy v časopisech. Po maturitě studoval na lékařské fakultě ještě nerozdělené univerzity v Praze.
Stal se jednou ze základních postav českého vnitřního lékařství. V roce 1885 založil český lékařský časopis Sborník lékařský. Vydal hodně používanou příručku Úvod do drobné lékařské praxe. V roce 1893 vyšla jeho Pathologie a therapie nemocí vnitřních. Josef Thomayer se věnoval vnitřnímu lékařství, v roce 1883 byl docentem, roce 1886 byl jmenován mimořádným a 1897 řádným profesorem Lékařské fakulty UK. V roce 1886 se stal přednostou polikliniky české lékařské fakulty. V letech 1902 až 1921 byl po profesoru Emerichu Maixnerovi druhým přednostou II. interní kliniky, kterou neobyčejně povznesl. Pěstovaly se na ní všechny obory interny, pneumologie, kardiologie, endokrinologie, ba i neurologie jako konkurence brzy nato vzniklé Haškovcově neurologické kliniky.
On sám se angažoval ve více interních oblastech. Významné úspěchy však docílil zejména ve studiu břišního poklepu, jejž důkladně popsal. Byl vynikající diagnostik. Studoval intermitentní klaudikace (kulhání po únavě při obliterující trombangiditidě – zánětu tepen vedoucímu k jejich ucpání), o níž podstatně rozšířil vědomosti a vybudoval i její léčbu.
Vytvořil českou internistickou školu, či spíše ona se utvořila kolem něho. I většina dnešních českých internistů jsou pokračovatelé jeho žáků. K tomu přispělo i to, že rozšířil lékařské publikační možnosti – kromě časopisu Sborník lékařský začal v roce 1889 vydávat menší práce v Sbírce přednášek a rozprav, později nazývané Thomayerovou sbírkou. Napsal téměř 200 různých časopiseckých a knižních publikací z oboru medicíny.
Byl ojedinělým pedagogem. Na univerzitní přednášky byl vždy pečlivě a svědomitě připraven a své bohaté zkušenosti a znalosti z lékařské praxe předával posluchačům. Na druhou stranu vyžadoval od studentů přesnost, pravdivost a spolehlivost. I v neděli dopoledne museli alespoň projít klinikou.
Až do své smrti žil jako starý mládenec. Jeho obraz je mnohobarevný. Měl velké množství obdivovatelů i obdivovatelek, ale i stejné množství nepřátel. Přátele měl i v literárních kruzích (jedním z nich byl spolužák z gymnázia Emil Frida, kterému Thomayer vymyslel pseudonym Jaroslav Vrchlický) a sám psal a vydával povídky pod pseudonymem R. E. Jamot (fonetický anagram Thomayer). Byl známým spisovatelem, kterého uznávali např. Jan Neruda, Alois Jirásek, Zikmund Winter, Karel Václav Rais nebo Karel Matěj Čapek-Chod. Své postavení si vydobyl stovkami fejetonů a obrázků z cest. I v jeho dalších dílech vyniká láska k přírodě.
Do důchodu odešel předčasně v roce 1921. „Já nejsem žádná primadona, já jdu do penze, dokud jsem ještě neztratil hlas,“ komentoval svůj odchod do výslužby. Odcházel zřejmě v souvislosti s těžkým onemocněním (rakovina konečníku), kterému v roce 1927 podlehl. Svoje nemalé jmění odkázal Ústřední matici školské, knihovnu a výtvarné sbírky Národnímu muzeu a Národní galerii. Pochován je na hřbitově v rodném Trhanově.

## Zajímavosti
Až přehnaný byl jeho vztah k Šumavě a k okrajovým oblastem Čech. Jako rodilý Chod byl přesvědčen, že kulturní a intelektové bohatství českého národa pochází odtamtud. Dokonce to byl on, kdo podnítil Aloise Jiráska k napsání Psohlavců.
Pohrdal (a dával to najevo) obyvateli středních Čech. Vymyslel pro ně výraz dementia mesobohemica (středočeská zblbělost), který často používal. Traduje se, že když některý student při zkouškách neuměl, vždycky se ho zeptal, odkud je. Když se dověděl, že ze středních Čech, triumfoval.
Vážnější byla jeho nesnášenlivost s chirurgy. Nikdy nedoporučoval pacienta na operaci apendicitidy (zánětu slepého střeva), ani když šlo o nemoc akutní, pravděpodobně hnisavou. Pakliže pacient vymáhal operaci, ukázal velebným gestem směrem k Maydlově (chirurgické) klinice se slovy: „Chcete-li umřít, jděte tam.“ Sám bojoval s rakovinou konečníku bez operace. Zemřel v roce 1927, rok před objevením antibiotika penicilín.
Byla po něm pojmenována Fakultní Thomayerova nemocnice v Praze 4, která byla založena v roce 1954 přeměnou Masarykových domovů (sociálních ústavů pro důchodce) na nemocnici. V roce 1954 byla ustavena zvláštní komise, která měla rozhodnout, po kom bude nemocniční areál pojmenován. Tato komise nakonec dala Thomayerovi přednost (jméno Masarykovo již z politických důvodů nepřicházelo v úvahu) před doktorem Ivanem Hálkem, synem spisovatele Vítězslava Hálka, přestože MUDr. Ivan Hálek byl velkým zastáncem Židů a jako lékař chudých a levicově orientovaný antifašista splňoval lépe tehdejší marxistická kritéria.
V rámci charitativní činnosti nechal v roce 1907 vybudovat novorenesanční chorobinec a azyl chudých v rodném Trhanově u Domažlic podle návrhu českého architekta Antonína Wiehla.
V roce 1922 byl jmenován prvním čestným členem Purkyňovy společnosti.

## Dílo

### Odborná literatura
- O významu některých komplikac plicních v průběhu tyfu střevního se vyskytujících (1884)
- Úvod do drobné praxe lékařské (1886, 1900)
- Bezvědomí a jeho diagnostický význam (1889, 1905)
- O přetížení prací zvláště ve školách (mezi 1889 a 1900)
- Pathologie a therapie nemocí vnitřních (1893, 1921)
- O substituci svalové (1895)
- Ischias scoliotica. Příspěvek k její poznání (1897)
- O studiu vnitřních nemocí (1902)
- Zúžení střevní (1903)
- O obrnách dnavých (1904)
- Klinické výklady prof. dra. J. Thomayera (3 svazky, 1905–1906)
- K diagnostice nádorů míšních (1907)

### Populárně-naučná a krásná literatura
- Čtení o pěti smyslech člověka (1880)
- Příroda a lidé (1880, 1896)
- Vedle cesty (1895)
- Význam některých snů (1896)
- Po různých stezkách (1902)
- Žloutne listí (1905)
- Z pamětí lidí nepatrných a jiné práce (1913)
- Z lidské biologie (1915)
- Nebezpečí života. Úvahy diagnostické a prognostické (1918)
- Sebrané spisy Josefa Thomayera:
  1. Pestré kapitoly (1919)
  2. Paběrky, Chuť a čich (1919)
  3. Z pouti životní (1920)
  4. Z lidské biologie a jiná prósa (1920)
  5. Viděné a slyšené (1920)
  6. Dojmy pocestné (1920)
  7. Různé příběhy, V ovzduší Aeskulapově (1921)
  8. Příroda a lidé (1921)
  9. Kulturně historické obrázky z oboru lékařského (1921)
  10. Studie a vzpomínky (1922)
  11. Ze zápisků starého lékaře (1925)
- Výbory z díla:
  - Život v trávě (1975)
  - Ze zápisků lékaře (1977)